# 1978 Patrice
Az 1978 Patrice (ideiglenes jelöléssel 1971 LD) a Naprendszer kisbolygóövében található aszteroida. Perthi Obszervatórium fedezte fel 1971. június 13-án.